# دستور إريتريا
دستور إريتريا هو القانون الأعلى لإريتريا، ومصدر السلطة القانونية. يحدد الدستور حقوق وواجبات المواطنين وهيكل الحكومة. على الرغم من مصادقة الهيئة التشريعية على الدستور، إلا أنه لم يطبق حتى عام 2023.

## التاريخ
أنشأت حكومة إريتريا المؤقتة لجنة دستورية في مارس 1994 لصياغة دستور جديد. قدت ندوة عالمية في أسمرة في عام 1995 لكتابة دستور إريتريا وشارك فيه عدد من الخبراء الدوليين، بمن فيهم الباحثان الصوماليان إسماعيل علي إسماعيل وسعيد الشيخ سمتر لكتابة الدستور.
قدم الدستور المقترح إلى الجمعية الوطنية بعد 27 شهرًا في عام 1997. تمت المصادقة على الدستور. اعتبارًا من عام 2023 لم ينفذ بالكامل ولم تجرى انتخابات عامة، على الرغم من التصديق على قانون الانتخابات في عام 2002.
يدعو الدستور الإريتري إلى وجود سلطات تشريعية وتنفيذية وقضائية منفصلة. وفقًا للدستور، فإن الهيئة التشريعية المكونة من مجلس واحد من 150 مقعدًا، هي التي تقرر السياسة الداخلية والخارجية وتوافق على الميزانية وتنتخب رئيس الدولة. اعتبارًا من عام 2023، لم تجتمع الجمعية الوطنية منذ عام 2002، ويتولى الرئيس أسياس أفورقي السلطات التشريعية والتنفيذية.